# Adam Lallana
Adam David Lallana (* 10. Mai 1988 in St Albans) ist ein ehemaliger englischer Fußballspieler, der zuletzt für den FC Southampton in der englischen Premier League spielte.

## Spielerkarriere

### Verein

#### FC Southampton (2006–2014)

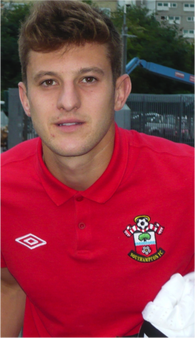
Lallana im September 2012

Der aus der eigenen Jugendakademie kommende Adam Lallana debütierte am 23. August 2006 für den FC Southampton im Ligapokal gegen Yeovil Town. Drei Tage später bestritt er sein erstes Ligaspiel für den Zweitligisten, kam jedoch im Verlauf der Football League Championship 2006/07 zu keinem weiteren Pflichtspiel. Vom 8. Oktober bis zum 8. November 2007 bestritt er drei Ligaspiele für den Drittligisten AFC Bournemouth, ehe er für Southampton zu fünf Ligaeinsätzen in der Saison 2007/08 kam. Dabei gelang ihm am 28. April 2008 auch sein erster Treffer in der zweiten Liga. In der Football League Championship 2008/09 erspielte sich der 20-jährige Lallana (40 Spiele/1 Tor) einen Stammplatz, stieg jedoch am Saisonende mit dem finanziell angeschlagenen Verein in die dritte Liga ab. In Southamptons erster Drittligasaison seit 1960 erzielte er fünfzehn Ligatreffer, der Verein verfehlte jedoch aufgrund eines Zehn-Punkte-Abzugs die Play-offs und damit die Rückkehr in die zweite Liga. Dies gelang in der anschließenden Football League One 2010/11 mit dem Gewinn der Vizemeisterschaft hinter Brighton & Hove Albion. Adam Lallana trug mit acht Treffern in 36 Ligaspielen seinen Teil zum Aufstieg bei und wurde am Saisonende ins PFA Team of the Year der dritten Liga gewählt. Bereits am 11. Januar 2011 unterschrieb er einen neuen Vertrag über viereinhalb Jahre.

#### FC Liverpool (2014–2020)
Zur Saison 2014/15 wechselte Lallana zum FC Liverpool. In seiner ersten Spielzeit zählte er unter dem Cheftrainer Brendan Rodgers meist zum Stammpersonal und absolvierte 27 Premier-League-Spiele (23-mal von Beginn), in denen er neun Tore erzielte. Auch in der Saison 2015/16 zählte Lallana unter Rodgers und dessen Nachfolger Jürgen Klopp oft zur Startelf. Er kam auf 30 Ligaspiele (23-mal von Beginn) und erzielte vier Tore. Zudem spielte er 13-mal in der Europa League und steuerte drei Tore zum Erreichen des Finals bei, das Liverpool gegen den FC Sevilla verlor.
Seine stärkste Premier-League-Saison im Liverpool-Trikot absolvierte Lallana in der Saison 2016/17, in der er in 31 Ligaspielen (27-mal von Beginn) acht Tore erzielte. Er verpasste in diesen drei Spielzeiten jedoch immer wieder Spiele aufgrund kleinerer Verletzungen.
Zum Beginn der Saison 2017/18 fehlte Lallana knapp vier Monate aufgrund einer Oberschenkelverletzung und konnte erst Ende November sein erstes Ligaspiel absolvieren. Ende März verletzte er sich erneut am Oberschenkel und fiel für zwei Monate aus. Lallana kam nur auf 12 Ligaeinsätze (einmal von Beginn) und erzielte erstmals keinen Treffer. In der Champions League konnte er auf dem Weg ins Finale, das man gegen Real Madrid verlor, nur 2-mal eingesetzt werden.
In der Saison 2018/19 fand Lallana nicht wieder zurück in die Startelf, was auch dadurch bedingt war, dass er von Anfang September bis Anfang Oktober erneut einen Monat aufgrund einer Leistenzerrung pausieren musste. Er kam auf 13 Einwechslungen in der Liga ohne eigenen Torerfolg. Zum Gewinn der Champions League steuerte er ein Tor in drei Einsätzen bei.
Auch in der Saison 2019/20 gehörte Lallana zu den Reservisten. Im Dezember gewann er mit der Klub-Weltmeisterschaft 2019 einen weiteren Titel. Anfang Juni 2020 wurde sein zum Monatsende auslaufender Vertrag um einen Monat verlängert. Dies wurde nötig, da die Saison durch die COVID-19-Pandemie unterbrochen wurde und erst im Juli endet. Gleichzeitig wurde bekannt gegeben, dass Lallana den Verein anschließend verlassen werde. Mit dem FC Liverpool wurde er erstmals seit 1990 englischer Meister.

#### Brighton & Hove Albion (seit 2020)
Zur Saison 2020/21 wechselte Lallana zu Brighton & Hove Albion. Er unterschrieb einen Vertrag bis zum 30. Juni 2023.

#### Rückkehr nach Southampton
Im Sommer 2024 kehrte er nach zehn Jahren nach Southampton zurück und unterschrieb dort für ein Jahr. Im Sommer 2025 beendete dort seine Karriere.

### Nationalmannschaft

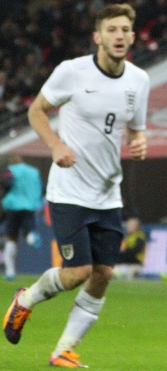
Lallana im Trikot der englischen Nationalmannschaft (2013)

#### U21-Nationalmannschaft
Am 18. November 2011 debütierte Adam Lallana für die englische U21-Nationalmannschaft bei einem 2:0-Heimsieg gegen Tschechien. Zuvor hatte er bereits jeweils ein Länderspiel für die U18 und U19 bestritten.

#### A-Nationalmannschaft
Am 15. November 2013 machte er beim 0:2 gegen Chile ebenso wie sein Vereinskamerad Jay Rodriguez sein erstes Länderspiel für die A-Nationalmannschaft. Für die Weltmeisterschaft 2014 in Brasilien wurde er in den englischen Kader berufen und kam in allen drei Vorrunden-Spielen seiner Mannschaft zum Einsatz.
Bei der Fußball-Europameisterschaft 2016 in Frankreich wurde er in das englische Aufgebot aufgenommen. Erneut bestritt er nur die drei Gruppenspiele und stand dort jeweils in der Startelf. Im Achtelfinale, das mit 1:2 gegen Island verloren wurde, blieb er auf der Bank.

## Erfolge
- Englischer Meister: 2020
- Champions-League-Sieger: 2019
- Klub-Weltmeister: 2019
- UEFA Super Cup: 2019